# Ischyropsalididae
Ischyropsalididae este o familie de opilioni, cu aproximativ 40 de specii descrise. Familia conține doar un singur gen – Ischyropsalis. 

## Descriere
Lungimea speciilor din această familia este cuprinsă în intervalul de  4 - 8,5 mm. Ei au picioare moderat lungi. Chelicere sunt extinse, aproape de două ori mai scurți decât corpul. Pedipalpii sunt, la fel, alungiți și destul de subțire. Unele specii locuiesc în peșteri.

## Răspândire
Habitatul acestor opilioni este limitat la Europa, multe specii sunt găsite în munți (Pirinei, Alpi, Munții Carpați, și Munții Dinarici). Ei ajung chiar și în Olanda, nord-vest Germaniei și în nordul Poloniei.  

## Etimologie
Numele familie, respectiv și a genului, provine de la cuvintele grecești ischyros - "puternice" și psalis - "foarfece", referindu-se la chelicerele mult mărite.

## Specii
- Ischyropsalis adamii Canestrini, 1873
- Ischyropsalis amseli Roewer, 1950
- Ischyropsalis apuana Caporiacco, 1930 - Italia (specie cavernicolă)

- Ischyropsalis apuana apuana Caporiacco, 1930
- Ischyropsalis apuana nanus Dresco, 1969

- Ischyropsalis archeri Roewer, 1950
- Ischyropsalis asturica Roewer, 1950
- Ischyropsalis caporiaccoi Roewer, 1950
- Ischyropsalis carli Lessert, 1905 - Elveția
- Ischyropsalis coreana Suzuki, 1966
- Ischyropsalis corsica Roewer, 1950
- Ischyropsalis dentipalpis Canestrini, 1872 - Alpi
- Ischyropsalis dispar Simon, 1872 - Pirinei]
- Ischyropsalis hadzii Roewer, 1950
- Ischyropsalis helvetica Roewer, 1916 - Elveția
- Ischyropsalis helwigii (Panzer, 1794) - Europa

- Ischyropsalis helwigii helwigii (Panzer, 1794)
- Ischyropsalis helwigii lucantei Simon, 1879 - Pirinei

- Ischyropsalis hispanum Roewer, 1953
- Ischyropsalis janetscheki Roewer, 1950
- Ischyropsalis knirchi Roewer, 1950
- Ischyropsalis kollari C. L. Koch, 1839
- Ischyropsalis kratochvili Roewer, 1950
- Ischyropsalis lusitanica Roewer, 1923 - Portugalia
- Ischyropsalis luteipes Simon, 1872 - Pirinei
- Ischyropsalis magdalenae Simon, 1881 - Spania
- Ischyropsalis manicata L. Koch, 1865 - Bosnia
- Ischyropsalis muelleri Hansen & Sørensen, 1904
- Ischyropsalis muellneri Hamann, 1898
- Ischyropsalis navarrensis Roewer, 1950
- Ischyropsalis nicaea Roewer, 1950
- Ischyropsalis nodifera Simon, 1879 - Pirinei
- Ischyropsalis pecinifera Hadzi, 1927 - Iugoslavia
- Ischyropsalis pestae Roewer, 1950
- Ischyropsalis pyrenaea Simon, 1872 - Pirinei

- Ischyropsalis pyrenaea pyrenaea Simon, 1872
- Ischyropsalis pyrenaea alpinula Martens, 1978
- Ischyropsalis pyrenaea venasquensis Dresco, 1968

- Ischyropsalis ravasinii Hadzi, 1942
- Ischyropsalis redtenbacheri Doleschall, 1852 - Dalmatia
- Ischyropsalis ruffoi Caporiacco, 1949 - Italia (specie cavernicolă)
- Ischyropsalis strandi Kratochvíl, 1936 - Italia